# Сару (река, Хоккайдо)
Сару или Сару-Кава (яп. 沙流川 саругава) — река в Японии на острове Хоккайдо. Протекает по территории округа Хидака.
На айнском языке река называется «си-сир-му-ка», что означает «река, которую часто запруживает накопившийся песок».
Исток реки находится под горой Кумами (熊見山, высотой 1175 м), на территории посёлка Хидака. В верховьях в Сару впадают притоки Уэнзару, Пакэнуси, Тироро и прочие, текущие с гор Пэкэрэбэцу-дакэ (1532 м), Мэмуро-дакэ (1754 м), Рубесибе (1740 м) и Пипаиро（1917 м). Ниже в неё впадает река Нукабира (Нукапира) и другие реки поменьше. Далее Сару протекает через город Биратори и впадает в Тихий океан у посёлка Томикава. Крупнейшими притоками реки являются Нукабиру, Абецу и Сирау.
Длина реки составляет 104 км, на территории её бассейна (1350 км²) проживает около 14 тыс. человек. Бассейн реки длинный и узкий, его длина составляет около 85 км, а ширина — около 13 км. Согласно японской классификации, Сару является рекой первого класса.
Около 88 % бассейна реки занимают горы, около 6 % — сельскохозяйственные земли, около 6 % застроено. В 21 км от устья на реке расположена плотина Нибутани, образующая водохранилище площадью 4,3 км². Также на реке расположена плотина Иватиси.
Уклон реки составляет 1/100-1/200.
Осадки в среднем течении реки составляют около 1200—1700 мм в год (2010 год).
В верховьях река протекает через метаморфические и палеозойские породы, а в низовьях — через породы третичного периода. В верховьях вдоль реки произрастают ива и тополь.

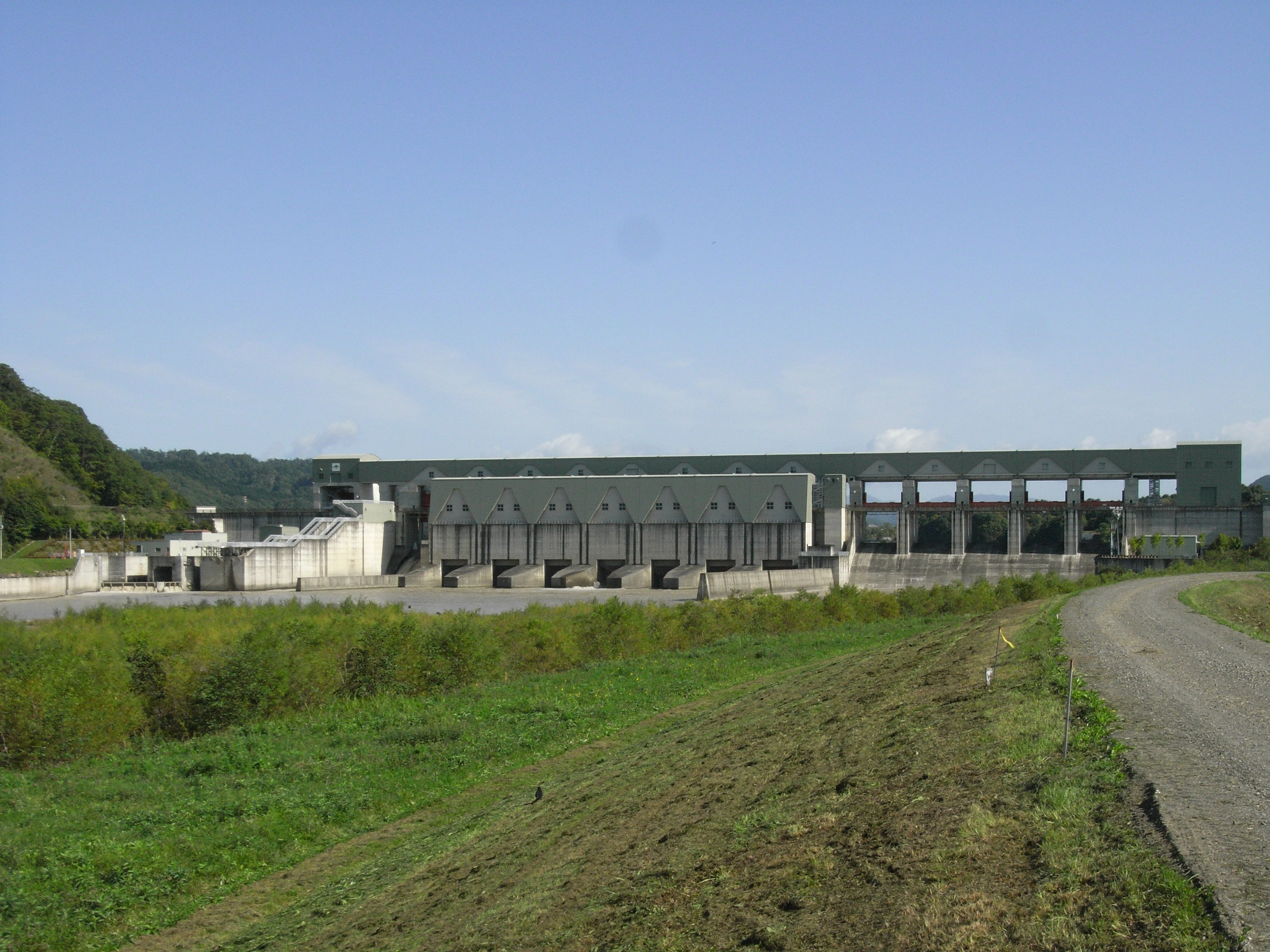
Плотина Нибутани

В 1983 году около посёлка Нибутани правительство приобрело землю для возведения плотины, строительство началось в 1986 году. После начала строительства два местных жителя-айна, Сигэру Каяно и Тадаси Каидзава, стали протестовать против возведения плотины и утверждали, что эта земля имеет важную культурную ценность для айнов. По их словам, сделка по покупке земли являлась продолжением японской колонизации Хоккайдо. В 1989 году их земля тоже была экспроприирована властями для строительных нужд. В ответ они подали в суд иск против незаконной экспроприации. В 1997 году окружной суд Саппоро отклонил иск в связи с уже произошедшим затоплением данной земли, но признал, что власти экспроприировали её незаконно и не проявили достаточного уважения к культуре коренного населения. Это решение было первым признанием властями айнов коренным населением острова. В 1999 Речное бюро Японии приняло план поддержки реки Сару (яп. 沙流川水系河川整備基本方針 Сару-гава суйкэй касэн сэйби кихон хо:син), в котором признало необходимость учитывать мнение местных жителей.
Река популярна для сплава на каяках.
В XX и XXI веках катастрофические наводнения происходили в 1962, 1975, 1981 и 2003 годах. Во время наводнения 2003 года 3 человека погибло и один тяжело пострадал, 10 домов было полностью разрушено.